# 루퍼스 슈얼
루퍼스 슈얼(Rufus Sewell, 영어 발음: /ˈsjuːəl/, 1967년 10월 29일 ~ )은 잉글랜드의 배우이다. 연극 《Rock 'n' Roll》로 2007년 로런스 올리비에상 연극 부문 남우주연상을 수상하고 2008년 제62회 토니상 후보에 지명되었다. 텔레비전 분야에서는 《더 마블러스 미세스 메이즐》(2018)로 2019년 제71회 프라임타임 에미상 코미디 시리즈 부문 남우특별출연상 후보, 《외교관》(2023)으로 2024년 제29회 크리틱스 초이스 텔레비전상 드라마 시리즈 부문 남우조연상 후보에 올랐다.

## 출연 작품

### 영화
- 캐링턴 (1995)
- 햄릿 (1996)
- 베로니카 - 사랑의 전설 (1998)
- 다크 시티 (1998)
- 기사 윌리엄 (2001)
- 익스트림 OPS (2002)
- 레전드 오브 조로 (2005)
- 일루셔니스트 (2006) - 레오폴드 황태자 역
- 트리스탄과 이졸데 (2006) - 마크 영주 역
- 어메이징 그레이스 (2006)
- 로맨틱 홀리데이 (2006)
- 사랑해, 파리 (2006)
- 투어리스트 (2010)
- 허큘리스 (2014) - 아우톨리쿠스 역
- 데블핸드 (2014)
- 킬링 지저스 (2015, Killing Jesus)
- 모험왕 블링키 (2015) - 목소리
- 갓 오브 이집트 (2015) - 우르슈 역
- 주디 (2019) - 시드니 러프트 역
- 더 파더 (2020)
- 올드 (2021) - 찰스 역

### 텔레비전
- 미들마치 (1994)
- Arabian Nights (2000)
- Charles II: The Power and the Passion (2003)
- John Adams (2008)
- 원:아워 (2008-09)
- 대지의 기둥 (2010)
- Zen (2011)
- Parade's End (2012)
- 높은 성의 사나이 (2014-19)
- 빅토리아 (2016-17)
- 더 마블러스 미세스 메이즐 (2018)
- The Pale Horse (2020)
- 외교관 (2023)